# В кожну хату — по квадрату
«В ко́жну ха́ту — по квадра́ту» (украинизм, рус. В каждый дом — по квадрату) — акция украинской художественной группы «Нацпром» по распространению «в народ» копий «Чёрного квадрата» Казимира Малевича. Акция была локализована на Украине и впервые прошла в 2006 году в рамках фестиваля «Арт-местечко: Шаргород». Была инициирована и затем развита в различных модификациях членом группы Николаем Маценко, в дальнейшем сделавшим акцию персональной. С продажи копий Маценко перешёл на изготовление копий в присутствии публики, а затем зрители стали писать чёрные квадраты сами. Завершающий этап акции под названием «Украинский сувенир» прошёл в Киеве в 2016 году в рамках выставки «Малевич +» и в значительной степени был политизирован украинизацией Казимира Малевича.

## История
В 2006 году украинская художественная группа «Нацпром» провела в рамках фестиваля «Арт-местечко: Шаргород» акцию «В кожну хату — по квадрату». Участники группы продавали на местном базаре сделанные ими копии «Чёрного квадрата» Казимира Малевича, и картина не только не вызвала агрессии со стороны впервые увидевших её местных жителей, но покупалась ими в собственные дома. Незапланированным апогеем художественной акции стало предложение завсегдатаев базара художнику-продавцу: «Ну что ты сидишь на базаре? Иди, рисуй дальше, а мы будем продавать». Инициатором акции был член группы «Нацпром» Николай Маценко, который в дальнейшем проводил её как персональную.

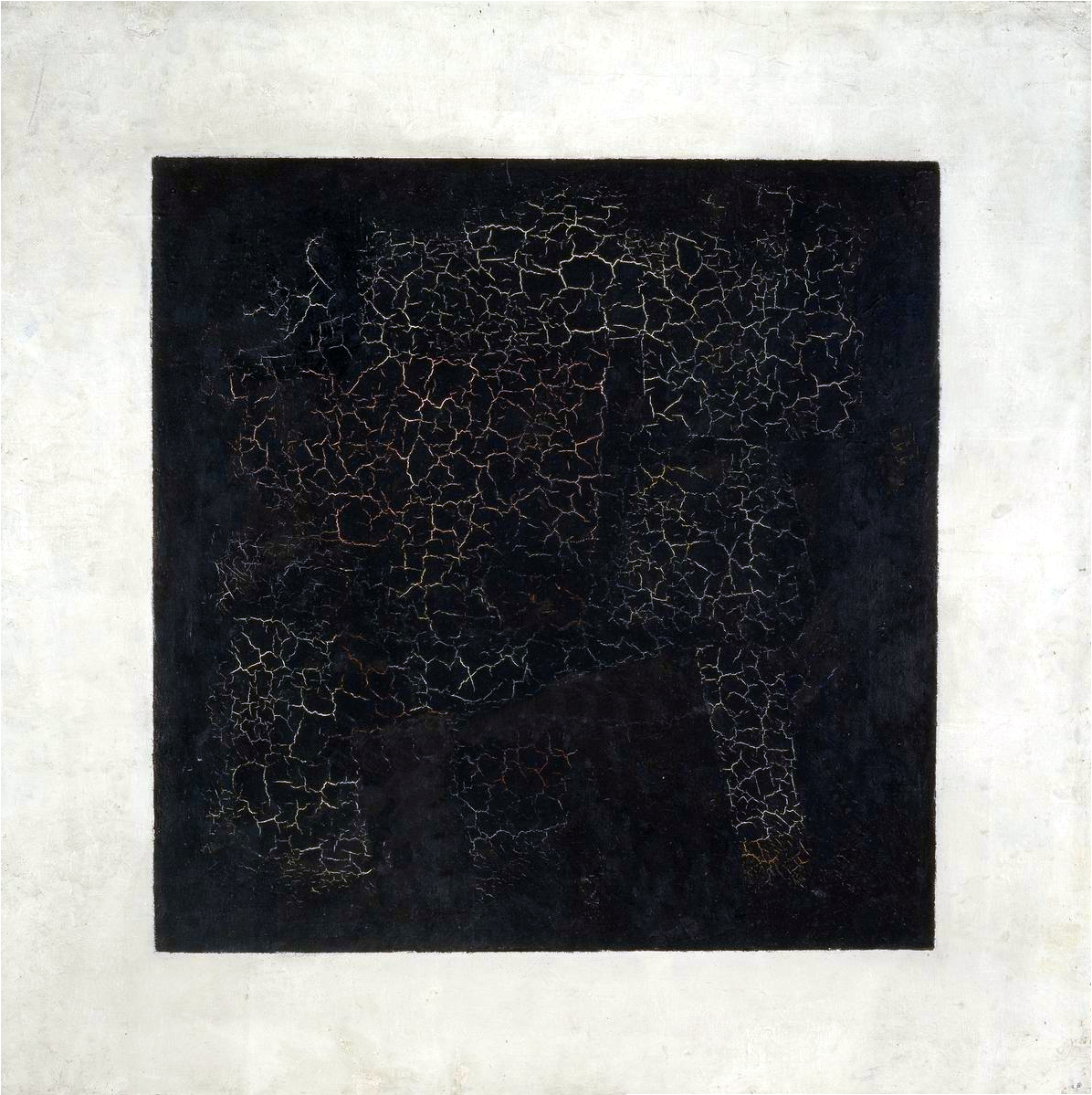
Казимир Малевич.
Чёрный квадрат. 1915

Побудительным мотивом к акции для Николая Маценко стало желание объяснить наконец самым обычным обывателям суть «Чёрного квадрата». До этого Маценко пытался это сделать вербально: «…Я устал быть адвокатом этой картины <…> в тамбурах поездов, на радио-телевидении и других не менее общественных местах. Хочу публично защитить эту работу от нападок и раз и навсегда снять все вопросы». Людей, как говорил Маценко, интересовали два основных вопроса, первый из которых был также утверждением: «Шо это такое?! Я сам так можу…» и «Почему такая хуйня стоит миллион баксов?»
Копии квадрата Маценко продавал «по доступной цене в местах близких народу». В 2006 году маценковская копия картины Малевича стоила 199 гривен. В Шаргороде художник записывал данные каждого покупателя. Так, шаргородский юрист И. Цимбалюк купил «Чёрный квадрат» потому, что тот его «буквально заворожил». Все копии Маценко нумеровал.
В том же 2006 году Николай Маценко продолжил акцию, организовав 29 сентября с галереей современного искусства ART in UA продажу копий «Чёрного квадрата» в Киеве на Андреевском спуске.
В 2012 году на 7-м международном симпозиуме современного искусства «Бирючий 012, или Четвёртое измерение» Николай Маценко провёл мастер-класс по изготовлению «Чёрного квадрата», нарисовав копию на глазах публики и высказавшись по поводу собственного перформанса следующим образом:
Я сейчас делаю некое подобие квадрата Малевича. Символ. Сам образ чёрного квадрата. И не рассказываю, как делается Малевич, а рассказываю, как делается условный чёрный квадрат. Изображение символа. Я слышал миллион раз: «Это такая фигня, я сам так могу». Но никто не делает. А я призываю  к тому, чтобы делали. Популяризировать хочу. Чтобы изучали. Профессионалы загадочно молчат, никто никому ничего не объясняет.

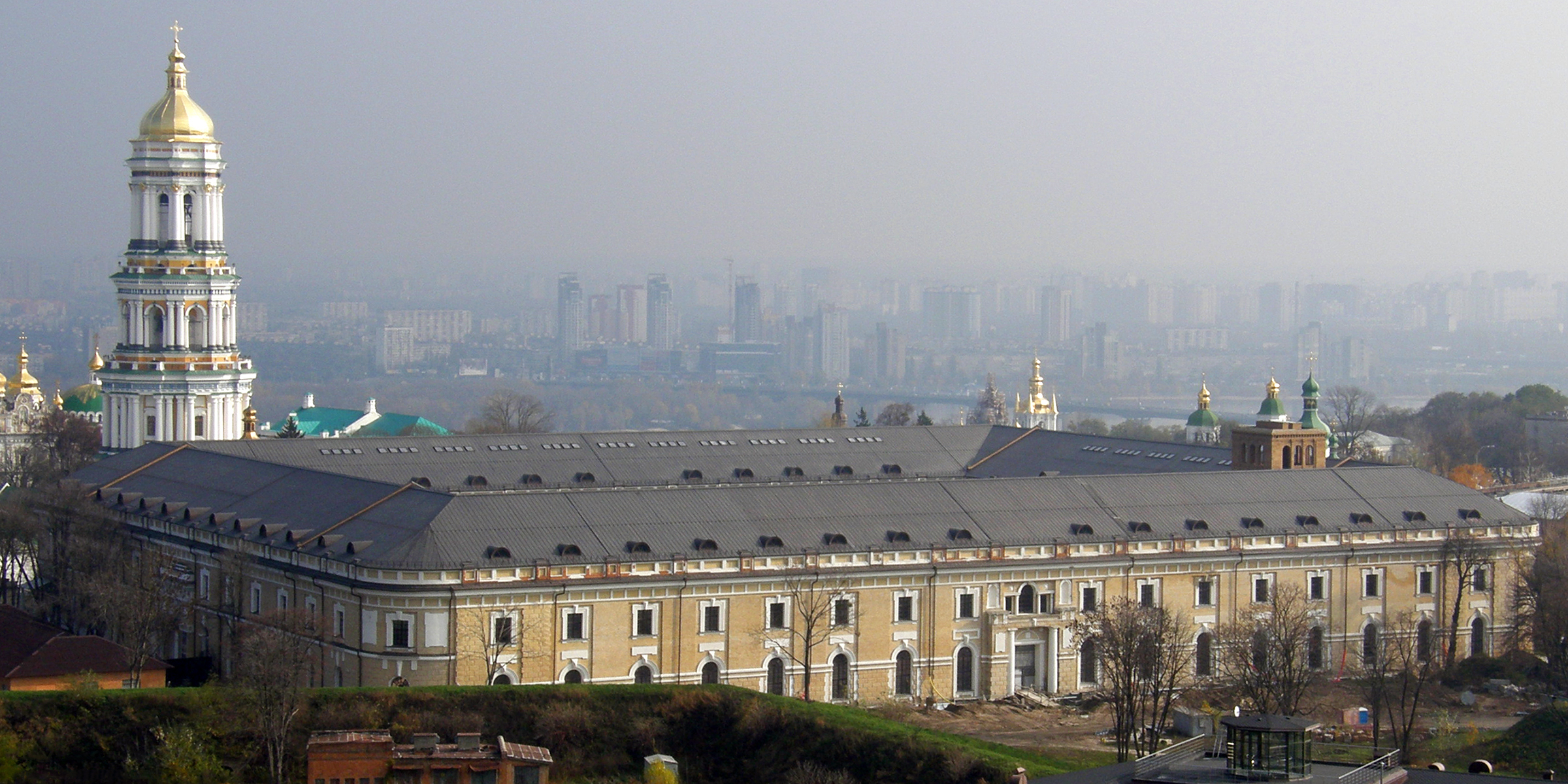
Мыстецкий арсенал

В 2016 году Николай Маценко, привлечённый к выставке «Малевич +» в Киеве и вовлечённый как автор акции «В кожну хату — по квадрату» в процесс украинизации Казимира Малевича, солидаризировался с другим членом группы «Нацпром»: «Относительно национальной идентификации Малевича — точнее всего, на мой взгляд, её сформулировал мой товарищ и соавтор, художник Олег Тистол: „Казимир Малевич — это этнический поляк, которого Украина родила, а Россия убила“».
В рамках выставки «Малевич +» Маценко провёл в Мыстецком арсенале акцию «Украинский сувенир», которая анонсировалась как завершающий этап одиннадцатилетнего проекта «В кожну хату — по квадрату». На «Украинском сувенире» Маценко продолжил учить посетителей создавать «Чёрный квадрат» самостоятельно. Работа была поставлена на поток, копии делались с помощью лекала, малярной ленты и малярной кисти; на одно полотно уходило не более двух минут.

## Комментарии
1. ↑  Единственная за всю историю картины появившаяся на рынке авторская копия «Чёрного квадрата» была куплена Государственным Эрмитажем за 1 миллион долларов США. Эксперты считают эту цену сильно заниженной (см., например: Смирнова Дуня, Толстая Татьяна. Андрей Сарабьянов в программе «Школа злословия». НТВ (12 ноября 2007). Дата обращения: 19 июля 2016. Архивировано из оригинала 1 августа 2011 года.).
2. ↑  Казимир Малевич родился в Киеве и провёл детство на Украине.